# The Stream
The Stream er et norsk talentshow inden for sang. 

## Konceptet
The Stream afspejler den moderne musikbranche. Flere artister med international succes, som Justin Bieber, Adele og Kygo, er blevet opdaget via internettet. Alle kan lægge en video ud, hvor de synger på The Streams hjemmeside. Hvorefter de 100 mest streamede artister, for en billet til en showcase i Oslo. Her sidder tre musikere fra hvert pladeselskab. Og skal lytte til de 100 artister. De vælger, hvem der går videre og ikke videre. I den næste fase skal artisterne arbejde sammen i grupper. De, der går videre derfra, skal spille foran et stort publikum. De tre dommere skal derefter vælge 3 artister hver (som det pladeselskab som de repræsenter) skal vælge. I den sidste fase, skal de 9 artister synge foran et live publikum. Den artist med flest streams på Spotify vinder en billet til en showcase i LA.